# 양현종
양현종(梁玹種, 1988년 3월 1일~)은 KBO 리그 KIA 타이거즈의 투수이다.

## 아마추어 시절
2005년 제 39회 대통령배 전국고교야구대회 결승전에서 선발 투수였던 한기주에 이어서 구원 등판해 승리 투수가 됐다. 광주동성고등학교 시절부터 150km/h의 빠른 공을 던져 프로 팀 스카우트의 주목을 받았고, 2007년 신인 드래프트에서 KIA 타이거즈의 2차 1라운드 지명을 받고 입단하였다.

## 한국 프로야구시절

### KIA 타이거즈시절

#### 2007년 시즌
시즌 초반 5선발로 활약했으나 왼손 중간 계투 요원이 부족한 팀 내 사정상 중간 계투로 보직을 변경했다.

#### 2008년 시즌
시즌 중반에 평균자책점이 8.50으로 치솟는 등 부진했으나 당시 감독이었던 조범현이 가능성을 높이 평가해 2군으로 강등시키지 않아 1군 경기에 계속 출장했고, 후반기에 중간 계투로 좋은 모습을 보여줬다. 호세 리마에게 여러 가지 조언을 들으며 기량을 향상시켰다.

#### 2009년 시즌
시즌 초 윤석민, 구톰슨, 로페즈, 그와 곽정철, 이대진으로 이루어진 6선발 체제에서 선발진으로 진입했다. 첫 경기에서 5이닝 2실점을 기록한 후 5월 26일까지 1점대 방어율로 호투했다. 7월에 5경기에 출장해 14.1이닝, 평균자책점 6.28로 부진했으나, 이내 페이스를 회복해 8월 평균자책점 2.54, 4승을 거뒀고, 9월에 평균자책점 2.91, 2승을 거뒀다. 시즌 12승 5패, 3점대 평균자책점을 거뒀다. 해태 타이거즈 포함 1993년 김정수 이후 첫 좌완 두 자릿수 승 투수가 되며 우승에 공헌했다. 11월 14일 한·일 클럽 챔피언십 요미우리전에서 5.2이닝 1실점을 기록했다.

#### 2010년 시즌
개막전에서 패전 투수가 됐지만 이후 경기에서는 타선의 지원과 호투를 앞세워 10연승을 기록했다. 이후 팀이 16연패에 빠지는 기간 동안 부진했으나 7월 9일 한화전에서 5이닝 2실점으로 팀의 연패를 끊어내며 시즌 11승째를 기록했다. 이후 8월에 4연패에 빠지며 부진해 16승 8패로 다승 2위, 4점대 평균자책점(10위), 16선발승으로 류현진, 김광현과 선발승 공동 1위로 시즌을 마쳤다. 광저우 아시안게임 대표팀에 발탁돼 중국전에 등판해 호투했으며 금메달을 획득해 병역도 면제됐다.

#### 2011년 시즌
전년도의 혹사, 부상이 겹쳐 부진에 빠졌으나 꾸준히 5선발로 기용됐고 타선의 지원을 받으며 시즌 7승을 거뒀다. 하지만 투구 내용이 안 좋아 6점대 평균자책점으로 시즌을 마쳤다.

#### 2012년 시즌
부상으로 1승만 기록했다.

#### 2013년 시즌
전반기에만 9승을 올렸지만 옆구리 부상으로 전력에서 이탈했다. 후반기에 복귀했지만 부상의 여파로 전반기에 비해 부진했고 결국 9승 3패로 시즌을 마감했다.

#### 2014년 시즌
시즌 초반에 압도적인 구위를 보이며 승승장구했지만 후반기에 난조를 보이며 성적이 하락했다. 하지만 선발 로테이션을 꾸준히 소화했으며 국내 선수 중 다승 1위, 탈삼진 1위, FIP 1위, FWAR 1위의 좋은 성적을 거둬 초대 최동원상 수상자로 선정됐다. 시즌 후 포스팅을 통해 MLB 진출을 시도했지만 기대치를 밑도는 약 150만 달러의 입찰금이 나와 국내에 잔류했다.

#### 2015년 시즌
6월 4일 두산전에서 9이닝 1피안타, 무실점으로 완봉승을 거뒀다. 시즌 기록은 15승 6패, 2점대 평균자책점으로 이 부문 1위를 기록하며 시즌을 마감했다. 2년 연속 15승을 기록했다.

#### 2016년 시즌
200이닝을 소화했다. 시즌 후 FA를 신청했고, 요코하마 DeNA 베이스타스에서 2년 6억엔에 입단 제의를 받았으나 거절하고 가족과 상의 후 12월 20일 1년간 계약금 7억 5,000만원, 연봉 15억원 등 총 22억 5,000만원에 잔류했다.

#### 2017년 시즌
5월 후반~6월 초반에 부진했지만 잘 극복하며 6월 27일  삼성전에서 시즌 두 자릿수 승을 달성했고 7월 13일 NC전에서 KBO 역대 5번째 개인 통산 세 자릿수 승을 거뒀다. 이후 8월 3일 kt전에서 선발 승을 거둬 역대 17번째 통산 세 자릿수 선발 승(좌완 투수 역대 5번째)을 기록했다. 10월 2일 kt 위즈전에서 시즌 20승을 달성하며 22년 만에 토종 선발 20승을 기록했다. 이는 역대 KBO 좌완 투수 선발 최다 승 기록과 타이였다. 시즌 20승 6패, 3점대 평균자책점을 기록했다. 한국시리즈 2차전에서 완봉승을 거뒀는데 이는 좌완 두 번째이자 한국시리즈 최초 1-0 완봉승, PS 세 번째 1-0 완봉승이었다. 5차전에서는 팀의 우승 확정을 위해 마무리로 등판해 세이브를 거두며 팀의 11번째 우승에 공헌했고, 한국시리즈 MVP를 수상했다. 이는 투수로는 2011년 이후 6년만의 수상이었다. 또 정규 시즌 MVP로 선정되며 KBO 최초 한국시리즈-정규 시즌 MVP를 동시에 수상했다.

#### 2018년 시즌
4월 13일 롯데전에서 312이닝동안 무사구를 기록했다. 4월 29일 LG전에서 9이닝 4실점(3자책) 완투승을 기록하며 KBO 역대 21번째 110승을 거두는 동시에 최장 이닝 무사구 기록을 327.1이닝으로 늘렸다.

#### 2019년 시즌
8월 4일 NC전에서 무사사구, 7탈삼진으로 첫 완봉승, 9월 11일 롯데전에서 무사사구, 7탈삼진으로 두 번째 완봉승을 기록했다. 시즌 29경기에 등판해 16승 8패, 2점대 평균자책점을 기록했다.

#### 2020년 시즌
2월 16일에 주장으로 선임됐다. 팀 내 투수가 주장을 맡은 건 1998년 이강철 이후 22년 만이었다. 시즌 31경기에 등판해 11승 10패, 4점대 평균자책점을 기록했다. 시즌 후 MLB 진출을 선언했다.

## 미국 프로야구시절

### 텍사스 레인저스시절
2021년 2월 13일 총액 185만 달러에 스플릿 계약을 체결했다. 4월 27일 콜업돼 팀 역대 4번째 한국인 메이저리거가 됐다. 당일 LA 에인절스전에 구원 등판해 4.1이닝 2실점을 기록했다. 4월 30일 보스턴 레드삭스전에 구원 등판해 4.1이닝 무실점을 기록했다.
5월 6일 미네소타 트윈스를 상대로 첫 선발 데뷔전을 치렀다. 3.1이닝 1실점, 8탈삼진 기록하며 한국인 투수로서 메이저 리그 선발 데뷔전에서 최다 탈삼진을 기록했다.

## 한국 프로야구복귀

### KIA 타이거즈복귀
2021년 12월 24일 4년 계약금 30억원, 연봉 25억원, 옵션 48억원 등 총 103억원에 계약을 맺고 복귀했다.

#### 2024년 시즌
5월 1일 기아 챔피언스필드 KT전에서 5년만에 완투승을 기록하였다.

## 트리비아
- 화장품 브랜드 '메이크프렘'의 선크림 모델이 됐다.
- KIA 타이거즈에서 같이 활동했던 투수 호세 리마와 친했다. 2010년 5월에 호세 리마가 심장마비로 사망하고 며칠 뒤 그는 프로 데뷔 첫 완봉승을 거뒀고, 인터뷰에서 리마의 부고 소식을 언급하며 눈물을 흘렸다.

## 국가대표 경력

### 2010년 광저우 아시안 게임
중국전 선발 등판 - 6이닝 3피안타, 3사사구, 5탈삼진, 1실점, 승리 투수

### 2014년 인천 아시안 게임
대만과의 B조 조별 예선 아시안게임 국가대표로 뽑힌 그는 9월 24일 인천 아시안 게임 야구 예선 B조 두 번째 경기에 선발 등판해 4이닝 무실점을 기록하고 차우찬에게 마운드를 넘겼다. 그는 이 경기에서 4이닝 2피안타, 7탈삼진, 무실점을 기록했다. 당시 선발로 활약한 그는 결승전에서 구원 등판했으나 2안타를 연속 허용하고 안지만과 교체됐다.

### 2018년 아시안 게임
대만전에서 아쉽게 패했지만 일본전에서 무실점 호투를 보여주며 금메달을 땄다.

### 2019년 WBSC 프리미어 12
호주전에서 6이닝 10탈삼진, 무실점으로 호투하고 미국전에서도 호투했으나 처음으로 만나는 일본 정예와의 결승전에서 3이닝 4자책을 기록하며 패전투수가 됐다.

### WBC
1경기에 등판해 0이닝 3실점을 기록했다.

### 국제 대회
- 2010년, 2014년, 2018년 아시안 게임 금메달

## 출신 학교
- 광주학강초등학교
- 광주동성중학교
- 광주동성고등학교

## 통산 기록
| 연 도           | 소 속           | 나 이           | 승 리 | 패 전 | 승 률 | 평 자 책 | 출 장 | 선 발 | 완 투 | 완 봉 | 세 이 브 | 홀 드 | 이 닝  | 피 안 타 | 피 홈 런 | 볼 넷 | 고 4 | 탈 삼 진 | 몸 맞 | 보 크 | 폭 투 | 실 점 | 자 책 | 타 자 수 | W H I P |
| --------------- | --------------- | --------------- | ----- | ----- | ----- | -------- | ----- | ----- | ----- | ----- | -------- | ----- | ------ | -------- | -------- | ----- | ---- | -------- | ----- | ----- | ----- | ----- | ----- | -------- | ------- |
| 2007            | KIA             | 19              | 1     | 2     | .073  | 4.17     | 31    | 6     | 0     | 0     | 0        | 0     | 49.2   | 39       | 7        | 31    | 1    | 48       | 2     | 0     | 2     | 24    | 23    | 217      | 1.41    |
| 2008            | KIA             | 20              | 0     | 5     | .000  | 5.83     | 48    | 9     | 0     | 0     | 0        | 5     | 75.2   | 77       | 4        | 48    | 0    | 56       | 1     | 0     | 3     | 49    | 49    | 340      | 1.65    |
| 2009            | KIA             | 21              | 12    | 5     | .706  | 3.15     | 29    | 24    | 0     | 0     | 0        | 1     | 148.2  | 133      | 14       | 58    | 0    | 139      | 2     | 0     | 3     | 55    | 52    | 627      | 1.29    |
| 2010            | KIA             | 22              | 16    | 8     | .667  | 4.25     | 30    | 30    | 1     | 1     | 0        | 0     | 169.1  | 169      | 9        | 98    | 0    | 145      | 6     | 0     | 3     | 84    | 80    | 748      | 1.58    |
| 2011            | KIA             | 23              | 7     | 9     | .438  | 6.18     | 28    | 22    | 1     | 0     | 0        | 0     | 106.1  | 116      | 9        | 69    | 0    | 74       | 4     | 0     | 2     | 74    | 73    | 492      | 1.74    |
| 2012            | KIA             | 24              | 1     | 2     | .333  | 5.05     | 28    | 5     | 0     | 0     | 0        | 2     | 41.0   | 51       | 3        | 31    | 1    | 26       | 4     | 0     | 5     | 25    | 23    | 201      | 2.00    |
| 2013            | KIA             | 25              | 9     | 3     | .750  | 3.10     | 19    | 17    | 1     | 0     | 0        | 0     | 104.2  | 99       | 10       | 43    | 0    | 95       | 6     | 1     | 3     | 38    | 36    | 443      | 1.36    |
| 2014            | KIA             | 26              | 16    | 8     | .667  | 4.25     | 29    | 29    | 0     | 0     | 0        | 0     | 171.1  | 162      | 12       | 77    | 1    | 165      | 4     | 0     | 5     | 85    | 81    | 732      | 1.39    |
| 2015            | KIA             | 27              | 15    | 6     | .714  | 2.44     | 32    | 31    | 1     | 1     | 0        | 1     | 184.1  | 150      | 18       | 78    | 0    | 157      | 7     | 0     | 6     | 52    | 50    | 756      | 1.24    |
| 2016            | KIA             | 28              | 10    | 12    | .455  | 3.68     | 31    | 31    | 3     | 0     | 0        | 0     | 200.1  | 191      | 19       | 77    | 0    | 146      | 2     | 2     | 6     | 96    | 82    | 850      | 1.34    |
| 2017            | KIA             | 29              | 20    | 6     | .769  | 3.44     | 31    | 31    | 1     | 0     | 0        | 0     | 193.1  | 209      | 17       | 45    | 0    | 158      | 0     | 0     | 14    | 88    | 74    | 808      | 1.31    |
| 2018            | KIA             | 30              | 13    | 11    | .542  | 4.15     | 29    | 29    | 3     | 0     | 0        | 0     | 184.1  | 199      | 21       | 43    | 1    | 152      | 2     | 0     | 5     | 88    | 85    | 772      | 1.31    |
| 2019            | KIA             | 31              | 16    | 8     | .667  | 2.29     | 29    | 29    | 2     | 2     | 0        | 0     | 184.2  | 165      | 6        | 33    | 0    | 163      | 2     | 0     | 1     | 56    | 47    | 731      | 1.07    |
| 2020            | KIA             | 32              | 11    | 10    | .524  | 4.70     | 31    | 31    | 0     | 0     | 0        | 0     | 172.1  | 180      | 13       | 64    | 0    | 149      | 5     | 0     | 7     | 99    | 90    | 746      | 1.42    |
| 2021            | TEX             | 33              | 0     | 3     | .000  | 5.60     | 12    | 4     | 0     | 0     | 0        | 0     | 35.1   | 42       | 9        | 16    | 0    | 25       | 1     | 0     | 2     | 24    | 22    | 160      | 1.64    |
| KBO 통산 : 14년 | KBO 통산 : 14년 | KBO 통산 : 14년 | 147   | 95    | .607  | 3.83     | 425   | 324   | 13    | 4     | 0        | 9     | 1986.0 | 1940     | 162      | 795   | 4    | 1673     | 47    | 3     | 65    | 913   | 845   | 8463     | 1.38    |
| MLB 통산 : 1년  | MLB 통산 : 1년  | MLB 통산 : 1년  | 0     | 3     | .000  | 5.60     | 12    | 4     | 0     | 0     | 0        | 0     | 35.1   | 42       | 9        | 16    | 0    | 25       | 1     | 0     | 2     | 24    | 22    | 160      | '1.64   |

시즌 기록 중 굵은 글씨는 해당 시즌 최고 기록

## 같이 보기
- KBO 리그 탈삼진 관련 기록